# Biacumontia fissidens
Biacumontia fissidens is een hooiwagen uit de familie Triaenonychidae. De wetenschappelijke naam van Biacumontia fissidens gaat terug op Lawrence.